# Дара из Ясеноваца
«Дара из Ясеноваца» (серб. Дара из Јасеновца) — кинофильм режиссёра Предрага Антониевича, вышедший на экраны в 2020 году. Лента, основанная на свидетельствах очевидцев, рассказывает о преступлениях в концентрационном лагере Ясеновац — центре геноцида сербов в Независимом государстве Хорватия. Фильм был выдвинут от Сербии на премию «Оскар» за лучший фильм на иностранном языке, однако не был номинирован.

## Сюжет
После битвы на Козаре сербское население массово отправляют в концентрационные лагеря. Большая колонна сербских женщин и детей погружается в железнодорожные составы и отправляется в лагерь Ясеновац; часть заключённых, стариков и больных, оставляют на станции и расстреливают. Среди узников — 10-летняя девочка Дара, её мать и братья. В лагере вечером усташская охрана устраивает смертельную игру в музыкальные стулья для заключённых на глазах нацистских гостей из Германии. Вскоре поступает приказ разделить семьи и отправить женщин и детей помладше в одно месте, а детей постарше — в другое. Мать и старший брат Дары погибают, отказываясь разлучаться. Дара оказывается в лагере Стара-Градишка, где её главной целью становится спасение младшего брата.

## В ролях
- Биляна Чекич — Дара Илич
- Златан Видович — Миле Илич, отец Дары
- Аня Станич — Нада Илич, мать Дары
- Лука, Яков и Симон Сарановичи — Буде Илич, брат Дары
- Марко Пипич — Йово Илич, брат Дары
- Наташа Нинкович — Радойка
- Игор Джорджевич — Анте Врбан
- Марко Янкетич — Векослав Лубурич
- Вук Костич — Мирослав Филипович
- Боян Жирович — Яша
- Сандра Любоевич — Вера Станич
- Наташа Дракулич — Йованка Кончар
- Елена Груйшич — Бланкица
- Саня Моравчич — Диана Будисавлевич

## Критика
Несмотря на документальную основу и трагедию, описанных в фильме событий, он был воспринят неоднозначно. Основная претензия, которая выдвигалась к фильму рецензентами — это пропагандистскость. Рецензенты отмечали, что трагедия жертв в фильме используется в целях националистической пропаганды, а не для того, чтобы почтить память о трагедии сербского народа. В то же время официальные представители Сербии, например, министр культуры Майя Гойкович заявила, что нападки на фильм продиктованы не его художественными достоинствами, а политической ангажированностью.